# Катрин Панкол
Катрин Панкол (на френски: Katherine Pancol) е френска журналистка и писателка на бестселъри в жанра любовен роман.

## Биография и творчество
Катрин Панкол е родена на 22 октомври 1954 г. в Казабланка, Мароко, където баща ѝ работи като инженер по строителството на язовири и сгради. Когато е на 5 години се преместват в Париж, Франция. Учи в Университета на Париж в Нантер, където получава магистърска и докторска степен по класическа и модерна литература.
След дипломирането си работи като учител по френски и латински. Започва работа като журналист в „Пари Мач“, а след това в списание „Космополитън“. Докато е в „Космополитън“ е забелязана от издателя Робер Лафон, който я насърчава да напише роман.
Първият ѝ роман „Moi d'abord“ (Първо аз) е публикуван през 1979 г. Той веднага става бестселър и я прави известна. Известността обаче започва да ѝ пречи, и за да избяга от тежестта на славата се премества да живее в Ню Йорк. Там посещава курсове по художествено писане в Колумбийския университет и създава следващите си три романа, като един от тях е „Наричайте ме Скарлет“. Повлиян от американския начин на живот стилът ѝ става по-динамичен.
В Ню Йорк тя се омъжва, по-късно се развежда, и има две деца. Заедно с писането на романи продължава да работи и като журналист за френските списания „Льо Журнал дю диманш“, „Ел“ и „Пари Мач“, като пише статии и прави интервюта с известни личности като Роналд Рейгън, Жак Ширак, Джони Холидей и Луиз Брукс.
През 1991 г. тя се завръща в Париж, където продължава да пише следващите си романи, едни от които са „Тук съм преди теб“ и „Любов, огромна като катедрала“.
През 2006 г. е издаден романът ѝ „Жълтите очи на крокодилите“, който става международен бестселър. През 2014 г. е екранизиран в едноименния филм с участието на Джули Депардийо и Еманюел Беар.
Следващите ѝ романи „Бавният валс на костенурките“ и „Катеричките от Сентръл парк са тъжни в понеделник“ затвърждават репутацията ѝ и я правят един от най-четените автори във Франция.
Въпреки нееднозначните оценки на критиката произведенията на писателката често са в списъците на бестселърите. Те са преведени на над 25 езика и са издадени в над 3 милиона екземпляра по света.
През 2012 г. е удостоена с наградата офицер на Френския орден на културата.
Катрин Панкол живее в Париж.

## Произведения

### Самостоятелни романи
- Moi d'abord (1979)
- La Barbare (1981)
- Наричайте ме Скарлет, Scarlett, si possible (1985)
- Les hommes cruels ne courent pas les rues (1990)
- Vu de l’extérieur (1993)
- Une si belle image (1994)
- Encore une danse (1998)
- Тук съм преди теб, J’étais là avant (1999)
- Любов, огромна като катедрала, Et monter lentement dans un immense amour… (2001)
- Un homme à distance (2002)
- Embrassez-moi (2003)

### Серия „Жълтите очи на крокодилите“ (Les Yeux jaunes des crocodiles)
1. Жълтите очи на крокодилите, Les Yeux jaunes des crocodiles (2006) – награда на пресата
2. Бавният валс на костенурките, La Valse lente des tortues (2008)
3. Катеричките от Сентрал Парк са тъжни в понеделник, Les écureuils de Central Park sont tristes le lundi (2010)

### Серия „Muchachas“ (Muchachas)
1. Muchachas 1, Muchachas (2014)
2. Muchachas 2 (2014)
3. Muchachas 3 (2014)

### Екранизации
- 1986 Lili, petit à petit – ТВ сериал
- 1989 La barbare – по романа
- 1997 Bonne fête papa – ТВ филм
- 2014 Les Yeux jaunes des crocodiles